# Pavel Šrut
Pavel Šrut (Prága, 1940. április 3. – Prága, 2018. április 20.) cseh költő, író, műfordító.

## Művei
Verseskötetek
- Noc plná křídel (1964)
- Přehlásky (1967)
- Červotočivé světlo (1969)
- Malá domů (1989)
- Přestupný duben (1989)
- Kolej Yesterday (1990, válogatás)
- Cadus rotundus – Sud kulatý (1993, Eugen Brikcius-szal)
- Zlá milá (1997)
- Brožované básně (2000)
- Papírové polobotky (2001)

Esszék
- Konzul v afrikánech (1998)

Gyermekkönyvek (válogatás)
- Pavouček Pája (2001)
- Veliký tůdle (2003)
- Verunka a kokosový dědek (2004)
- Příšerky a příšeři (2005)
- Šišatý švec a myšut (2008, Galina Miklínovával)

Műfordítások
- William Shakespeare: Sonety (1976)
- Robert Graves: Příznaky lásky (1977); majd Kráska v nesnázích (2006)
- Obrys mušle. Poezie španělské avantgardy (1979, Jan Hloušekkel és Miloslav Uličnývel)
- Ostrov, kde rostou housle (1987, többekkel közösen)
- Dylan Thomas: Svlékání tmy (1988)
- John Updike: Domácí biograf (1988)
- D. H. Lawrence: Sopečná růže (1990)
- Angela Carter: Kytice dívčích pohádek (1993)
- Pauline Barnes: Paní, vy už zase ječíte (1994)
- Salman Rushdie: Hárún a Moře příběhů (s Michalem Strenkem) (1994)
- Arnold Lobel: Pan Sova (1996)
- Leonard Cohen: Výbor z poezie (1998)

Magyarul megjelent művei
- Vladimír Jiránek–Pavel Šrut: Bob és Bobek a repülő cilinderben; ford. Kocsis Péter; Könyvmolyképző, Szeged, 2006

## Díjai
- Karel Čapek-díj (2012)